# Тихоокеанский плодоядный голубь
Тихоокеанский плодоядный голубь (лат. Dukula pacifica) — вид птиц семейства голубиных. Выделяют два подвида. Обитает в Океании (на Фиджи, островах Кука, Американском Самоа, Кирибати, Ниуэ, на островах Папуа Новой Гвинеи, Самоа, Соломоновых островах, Токелау, Тувалу, Тонга, Вануату и на Уоллисе и Футуне).

## Таксономия
Тихоокеанский плодоядный голубь был формально описан в 1789 году немецким натуралистом Иоганном Фридрихом Гмелином в его пересмотренном и расширенном издании «Системы природы» Карла Линнея. Гмелин поместил его вместе со всеми другими голубями в рамки рода Columba (голуби) в качестве вида Columba pacifica. До Гмелина птица была описана как «Ferruginous-vented pigeon» в 1783 году английским орнитологом Джоном Лэтэмом (Лэтэм не использовал правила линнеевской биноминальной номенклатуры). Ныне вид относится к роду Ducula — плодоядные голуби, который был описан в 1836 году английским натуралистом Брайаном Хофтоном Ходжсоном.
Выделют два подвида:
- D. p. sejuncta Amadon, 1943 — острова у северного побережья Новой Гвинеи, архипелага Бисмарка и остров Ниссан
- D. p. pacifica (Gmelin, 1789) — острова архипелага Луизиада, Фиджи (юго-западная Полинезия), Американское Самоа (центральная Полинезия), Тонга и Ниуэ (юго-центральная Полинезия) и острова Кука (восточная Полинезия)

## Описание
Длина тела тихоокеанского плодоядного голубя составляет 36—41 см, масса — 370—420 г. Спина, хвост и крылья чёрно-зелёные, голова и шея светло-серые. Грудь серая с розоватым оттенком. Подхвостье коричневое. Клюв чёрный с бугорком на верхней части. Радужная оболочка красная. Самки мельче самцов. У молодых особей нет бугорка на клюве, их окраска более тусклая, розовый оттенок на груди отсутствует.

## Поведение

### Питание
Этот вид является плодоядным и питается различными видами фруктов, а иногда листьями и цветами. В ходе исследования, проведённого на Тонга, было установлено, что тихоокеанские плодоядные голуби потребляют плоды как минимум 38 видов растений из 24 семейств. Они кормятся на отдельных деревьях от 1 до 50 минут, обычно перемещаясь между близко расположенными деревьями, иногда преодолевая бо́льшие расстояния (вплоть до перелёта между островами). Поглощённые семена не перевариваются и не повреждаются, что делает этот вид важным переносчиком семян между островами.

### Размножение
Гнездятся на высоких деревьях, сооружая гнездо из веток. Обычно откладывается одно яйцо; высиживанием занимаются оба родителя.